# Tenshi na Konamaiki
Tenshi na Konamaiki (天使な小生意気 lit. Ángel descarado?), también conocida como Cheeky Angel, es una serie de manga escrita e ilustrada por Hiroyuki Nishimori. Fue serializada en la revista Shōnen Sunday de editorial Shogakukan, compilándose en veinte volúmenes tankōbon. En 2002, fue adaptada en una serie de anime de 50 episodios. En 2001, el manga ganó el Premio Shogakukan Manga en la categoría de manga shōnen.  La historia gira en torno a las aventuras de Megumi Amatsuka, una popular y atractiva joven que siempre se mete en peleas por un secreto; en el pasado solía ser hombre.

## Argumento
Megumi es un niño agresivo de nueve años que siempre se mete en peleas. Un día, salva a un hombre extraño de un grupo de otros niños y a cambio, Megumi recibe un libro mágico. Accidentalmente cae una gota de sangre al libro y un genio llamado Pierrot aparece y le ofrece concederle un deseo. Megumi desea convertirse en el hombre más fuerte. Pierrot, un pícaro divino sin darse cuenta convierte a Megumi en una mujer. Megumi, furioso, lanza el libro en la orilla del río. Creyendo que la única manera de revertir el hechizo es recuperar el libro, Megumi comienza su larga búsqueda de seis años, pero le dicen que ella puede encontrar el libro si asiste a la Escuela Furinkan.

## Personajes
Megumi Amatsuka (天使 恵 Amatsuka Megumi?)
Voz por: Megumi Hayashibara
Mientras Megumi es físicamente una mujer muy atractiva, aún conserva sus gestos masculinos y habilidades de lucha que ella utiliza a menudo, incluso tiene un "Club de Protección de Megu-chan", un grupo de admiradores. Nadie más sabe que ella solía ser un chico y que se transformó en mujer, al principio sólo su mejor amiga, Miki, sabía su secreto, sin embargo el Club Protección lo descubre rápidamente. De todos los hombres en el Instituto Furinkan, el único que no parece hacer progreso es Genzo Soga: por su voluntad sin precedentes hace cualquier cosa para obtener la aceptación de Megumi.>Megu-chan es un marimacho en el corazón, involuntariamente no muestra afectos por alguien, es muy rápida para negarlo todo. Ella quería volver a ser hombre porque cuando era más joven, a pesar de ser más fuerte que Genzo, él se lesionó a sí mismo para proteger a su amiga, diciendo que era el deber de un hombre proteger a una mujer, y que debía proteger a Miki de cualquier daño.
Miki Hanakain (花華院 美木 Hanakain Miki?)
Voz por: Makiko Ōmoto
Miki es amiga de la infancia de Megumi y haría cualquier cosa para ayudarla. Es la única que recuerda el pasado de Megumi y sabe de la transformación. Ella hace todo lo posible para cambiar a Megumi y volverla una mejor chica, más femenina e incluso llega tan lejos como amenazar con dejar de ser su amiga si se corta el pelo. Miki es extremadamente leal a Megumi y ha estado a su lado desde el preescolar, incluso aceptó un matrimonio arreglado sólo para poder ir a la misma escuela secundaria que Megumi.
Keiko Tanaka (田中 桂子 Tanaka Keiko?)
Voz por: Naoko Matsui
Una chica mimada y rival de Megumi. Aparece más adelante en la serie. Es egocéntrica, competitiva, clasista y tiene un serio de complejo de superioridad. Odia a Megumi porque se da cuenta de que todo el mundo a su alrededor piensa que Megumi es más hermosa que ella. Ahora también sigue a Megumi donde quiera que vaya con la esperanza que desacrediten la belleza de Megumi.
Padre de Megumi (恵の父 Megumi no chichi?)
Voz por: Banjō Ginga
Su verdadero nombre es desconocido. Megu-papa se pervirtió como Yasuda, con frecuencia observa en la habitación de Megumi a través de entradas secretas que crea sin el permiso de Megumi.
Tsubasa Amatsuka (一条 蛍 Amatsuka Tsubasa?)
Voz por: Megumi Urawa
La madre de Megumi. Su trabajo le obliga a viajar por todo el mundo, por lo que está poco en casa.

### Club de Protección de Megu-chan
Genzō Soga (蘇我 源造 Soga Genzō?)
Voz por: Wataru Takagi
Un punk muy terco que se ha convertido en el mayor admirador de Megumi. El más fuerte en términos de potencia física, Genzo es temido por muchos en la escuela y varias bandas en la ciudad. El manga comienza con el malestar de Megumi contra este chico, que habiendo maltratado a su más reciente novia, lo supera y derrota, es la primera persona en hacerlo desde la escuela. Poco después de ese incidente, Genzo cae rápidamente a los pies de Megumi. En su cumpleaños número 16, Genzo se declara a Megumi, pero fue rechazado. En el manga, se revela que Genzo recibió su cicatriz por proteger a Megu de que caiga un vidrio mientras ella estaba rescatando a Miki de secuestradores. Genzo a menudo se refiere a Megumi como Megu-chan como un signo de afecto.
Ichirō Fujiki (藤木 一郎 Fujiki Ichirō?)
Voz por: Kazunari Tanaka
Un chico "promedio", tratando de escapar de su reputación de ser extraño y un pervertido en su escuela anterior. Mientras que parece físicamente inferior a Genzo, ha luchado para defender a Megumi en varias ocasiones. Cerca del final de la serie, él parecía haber aceptado el papel de 'Príncipe' de Yoshimi.
Tasuke Yasuda (安田 太助 Yasuda Tasuke?)
Voz por: Yuji Ueda
Un hentai y nerd de buen corazón con hemorragias nasales cuando se pone demasiado excitado. Yasuda es el más débil cuando se trata de destreza física, pero su inteligencia no deja de sorprender a todos y ayuda al grupo a la solución de muchos problemas. Él tiene un hermano pequeño que se parece a una mini versión de él y con la misma personalidad. Yasuda parece una linda chica cuando se quita los lentes.
Hitomoji Kobayashi (小林 一文字 Kobayashi Hitomoji?)
Voz por: Nobuyuki Hiyama
Un samurái en formación y posiblemente el hombre más decente en el grupo. Kobayashi es el segundo más fuerte, después de haber aprendido artes marciales desde su niñez. Cerca del final de la serie parece desarrollar algunos sentimientos por Miki.

### Otros
Yoriko (頼子?)
Criada de Amatsuka. Ella fue vista por primera vez en el episodio 11 del anime. Ella siempre fue vista en el anime como investigadora de Megumi y una sustituta de Tsubasa en tiempos de necesidad. Incluso ayudó a Megu mediante la revisión de las reglas de la Copa Yamato Nadeshiko para que las normas sean justas y limpias.
Takao Gakusan (岳山 隆雄 Gakusan Takao?)
Primera aparición en el episodio 20 del anime. Supuestamente era el "novio" de Miki. Él fue golpeado por Genzo en duelo mientras posaba para ser el novio de Miki para protegerla. En episodios posteriores, planeaba secuestrar a Miki, pero fue derrotado por el grupo de Megu.
Reiko (礼子?)
Una ladrona que Megumi conoció en Osaka. Ella fue vista por primera vez en el episodio 13 del anime. Ella fue salvada por Megumi en una experiencia cercana a la muerte.En episodios posteriores, ella ayudó a Megumi a encontrar libros de magia, un hueso, y un scroll (que por supuesto, ella obtuvo por el robo).
Yoshimi Shirasagi (白鷺 良美 Shirasagi Yoshimi?)
Amiga de Keiko. En episodios posteriores, ella se enamoró de Genzo porque él la salvó justo a tiempo. De algún modo, los sentimientos cambian cuando ella fue salvada por Fujiki cuando ella cae de una escalera durante su viaje de estudios en Kioto y llama a Fujiki como su "príncipe".
Setsuka Soga (蘇我 雪花 Soga Setsuka?)
Hermana mayor de Genzo. Ella fue vista por primera vez en el episodio 26 del anime. Ella salva a Megumi cuando su hermano trata de "hacerla feliz". Ella se sorprendió de cómo Megumi cambió a Genzo, de un delincuente a una persona encantadora. Ella quiere ser llamada por Megumi como "Onee-san".
Yanagisawa (柳沢?)
Un punk que Megumi y Genzo conocieron durante la Copa de Yamato Nadeshiko. Fue visto por primera vez en el episodio 38 del anime. Fue derrotado por Genzo. En episodios posteriores, fue contratado por Takao Gakusan al secuestrar a Miki.

## Recepción
En 2001, el manga ganó el Premio Shogakukan Manga para shōnen.
J.P. Arévalo describe el anime como "tiene humor para reír a carcajadas" y elogió su mezcla de drama y comedia.